# Serranus
Serranus är ett släkte av fiskar. Serranus ingår i familjen havsabborrfiskar.

## Dottertaxa tillSerranus, i alfabetisk ordning[1]
- Serranus accraensis
- Serranus aequidens
- Serranus africanus
- Serranus annularis
- Serranus atricauda
- Serranus atrobranchus
- Serranus auriga
- Serranus baldwini
- Serranus cabrilla
- Serranus chionaraia
- Serranus fasciatus
- Serranus flaviventris
- Serranus hepatus
- Serranus heterurus
- Serranus huascarii
- Serranus luciopercanus
- Serranus maytagi
- Serranus notospilus
- Serranus novemcinctus
- Serranus phoebe
- Serranus psittacinus
- Serranus sanctaehelenae
- Serranus scriba
- Serranus socorroensis
- Serranus stilbostigma
- Serranus subligarius
- Serranus tabacarius
- Serranus tico
- Serranus tigrinus
- Serranus tortugarum